# Turdus kessleri
El zorzal de Kessler o mirlo de Kessler (Turdus kessleri) es una especie de ave paseriforme de la familia de los túrdidos. Es originaria del centro-este de Asia.

## Distribución y hábitat
Su hábitat natural son los bosques templados y matorrales. Es nativo de China pero también puede ser encontrado en Bután, el norte de la India y Nepal.
Está clasificado como de preocupación menor por la IUCN, debido a su amplia gama de distribución.